# John Åkerlund
John Teodor Åkerlund, född 15 augusti 1884 i Borås, död 11 november 1961 i Lidingö, var en svensk arkitekt och ingenjör. Han var far till Lars Åkerlund.

## Biografi

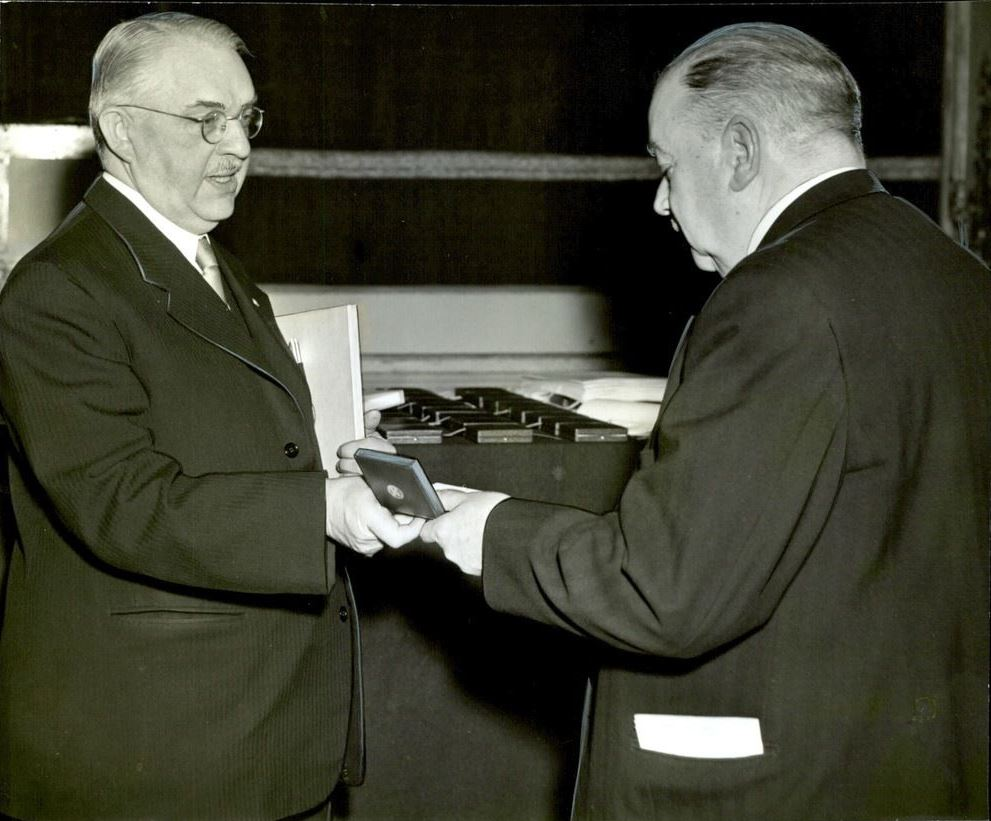
Landshövding Hilding Kjellman (till vänster) överlämnar en guldmedalj till Åkerlund för hans insatser inom hembygdsvården (1952).

John Åkerlund blev 1903 elektroingenjör vid Tekniska elementarskolan i Borås. Han kom dock som anställd på AB Magnet i Ludvika och Stockholm (1904–1907) i kontakt med husbyggande. Han var 1907–1909 anställd hos arkitekten Torben Grut och valdes sedermera utan formell arkitektexamen in i SAR. Från 1909 drev John Åkerlund eget kontor i Stockholm, men hans produktion finns spridd över nästan hela Sverige; skolor (främst folkhögskolor), kyrkor, turistanläggningar och byggnader för industriella verk, men också tingshus, badhus och privatbostäder.
Ett tidigt och viktigt projekt är  storgårdskvarteret Josef i Västerås från 1912, men Sörängens folkhögskola utanför Nässjö från 1915 brukar räknas som hans genombrottsverk. Bland hans mest kända verk bör också nämnas Sigtunastiftelsen, invigd 1917. Efter detta fick han också fler stora uppdrag i Sigtuna. 
John Åkerlund var i första hand privatpraktiserande, men var också länge Svenska Turistföreningens ledande arkitekt, och kom att uppföra många av föreningens anläggningar. Bland dessa låg ett flertal i norra Sverige, exempelvis Abisko turiststation invigd 1952 (tillsammans med sonen och arkitekten Lars Åkerlund (1914–2011)), Kvikkjokk fjällstation från 1928 och Saltoloukta turiststation i Lappland som togs i bruk 1918.
John Åkerlund var flitigt anlitad av Boliden AB och planerade och ritade samhällen och byggnader vid företagets anläggningar i Boliden (tillsammans med Tage William-Olsson), Laver och Skelleftehamn. I Skelleftehamn ritade han bland annat Folkets Hus (1933–1934) och kyrkan. Han har också ritat ett flertal byggnader i sin födelseort.
John Åkerlund var också sakkunnig inom Skolöverstyrelsen och en flitig skribent. År 1909 medverkade han i boken Svenska Allmogehem och 1912 i uppföljaren Gamla svenska allmogehem. Han skrev 1917, på uppdrag av Sveriges Industriförbund, boken Arbetarebostäder vid industriella verk. 
I avhandlingen Resande i arkitektur – John Åkerlunds liv och verk från 2004 av konstvetaren och arkitekten Karin Eriksson Hultén speglas John Åkerlunds gärning under 1900-talets första del.
John Åkerlund är begravd på Lidingö kyrkogård.

## Verk i urval
- Folkets Hus Ludvika, 1905
- Storgårdskvarteret Josef i Västerås, 1912
- Sörängens folkhögskola utanför Nässjö från 1915
- Sigtunastiftelsen med Olaus Petri kapell, invigd 1917
- Nödbostäder i Alvik, 1917
- Saltoloukta turiststation i Lappland, 1918
- Kvarteret Bostadslotteriet i Äppelviken, Bromma, 1918–1919
- Edefors kyrka i Boden, 1928
- Kvikkjokks fjällstation, 1928
- Folkets Hus i Skelleftehamn, 1933–1934
- Abisko turiststation, 1952 (tillsammans med sonen och arkitekten Lars Åkerlund)
- Rönnöfors kyrka, Offerdals s:n, 1953–1954 (tillsammans med Lars Åkerlund)
- Tingshus, Piteå

## Bilder

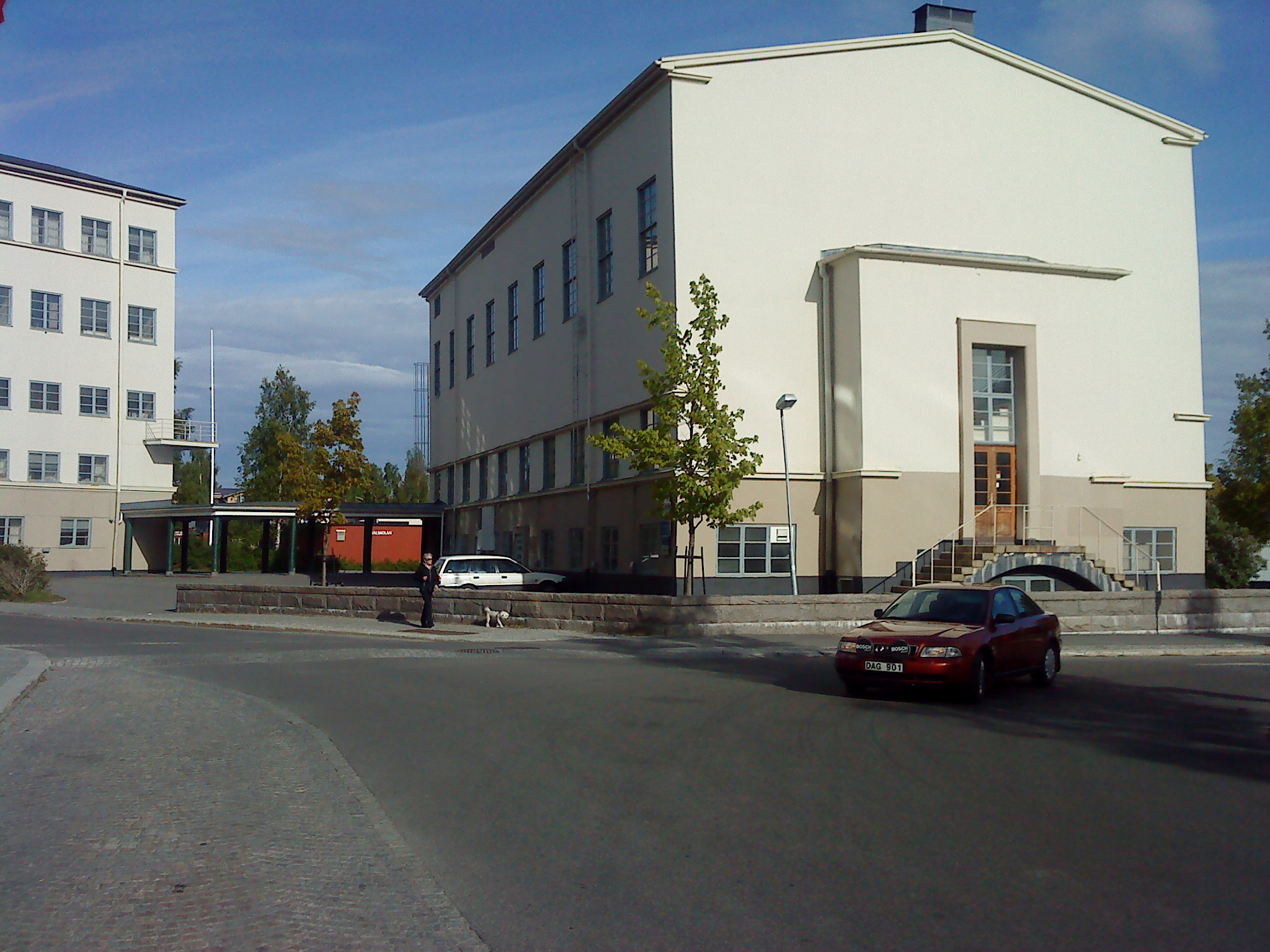
Kanalskolan, Skellefteå. Ritad 1932 av John Åkerlund.
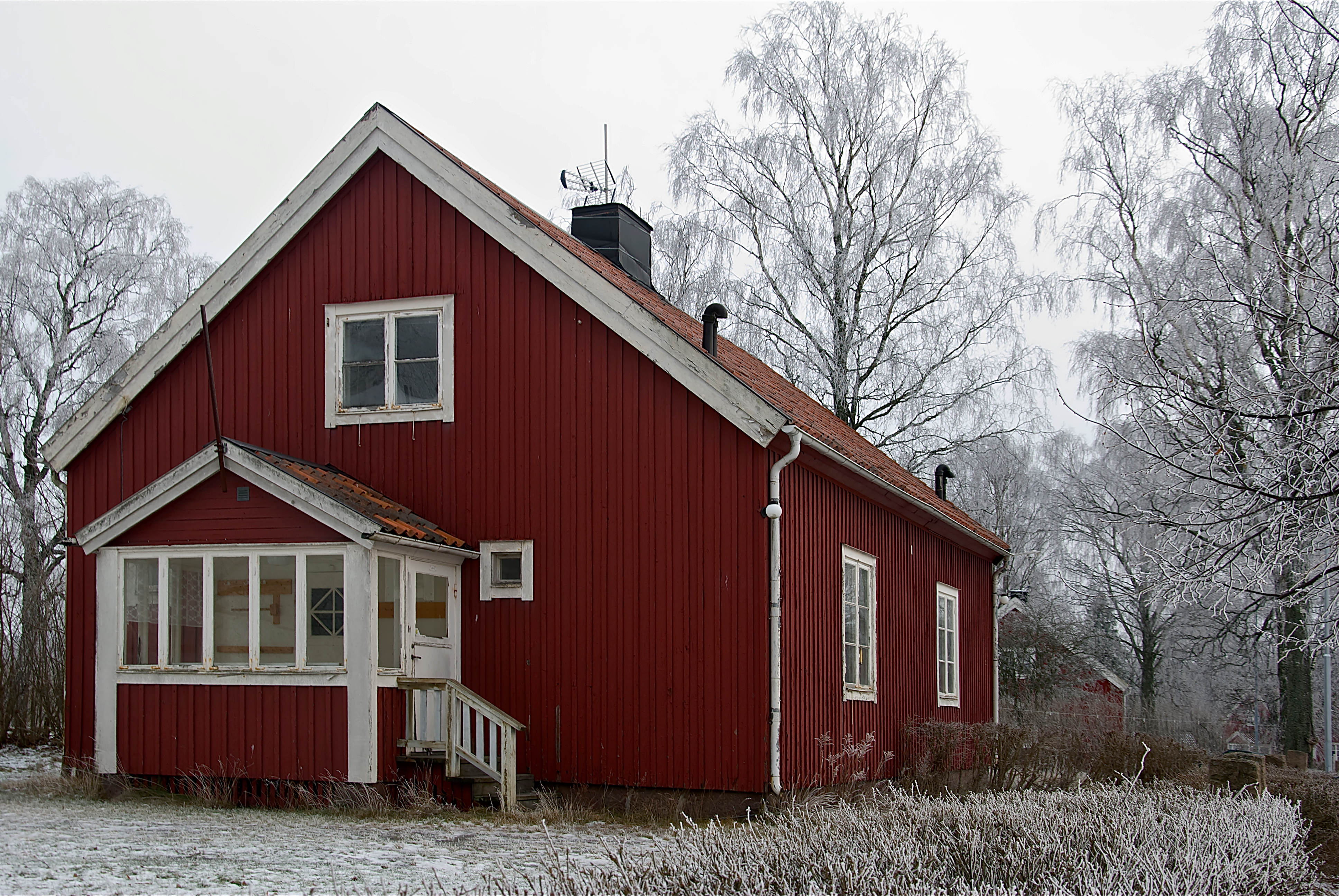
Arbetarbostad av Åkerlund byggd 1914-15 vid det då nya bruket i Hallstavik. Åkerlund planerade både bruket och ritade de första byggnaderna.
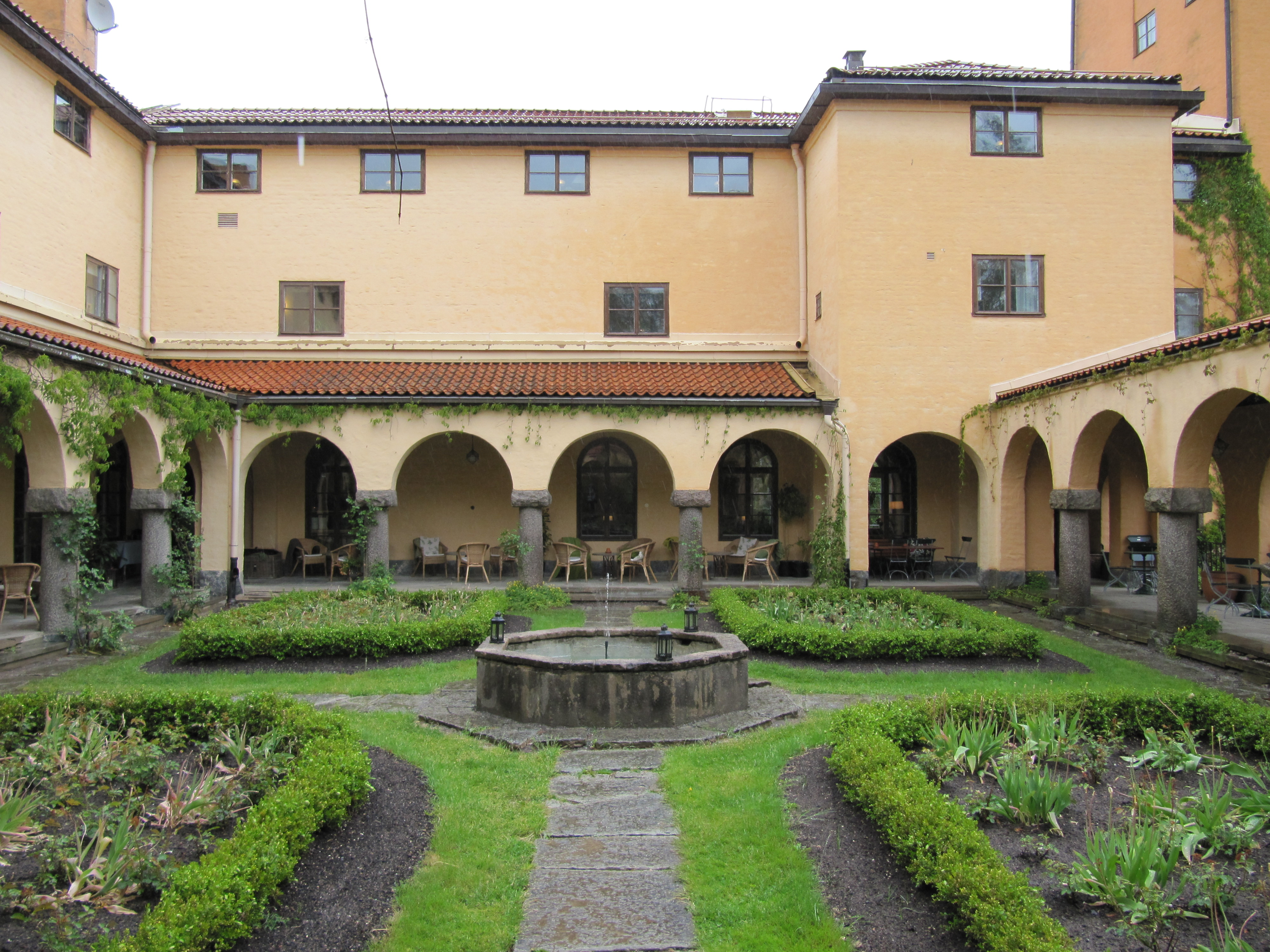
Sigtunastiftelsen, Sigtuna, invigdes 1917.
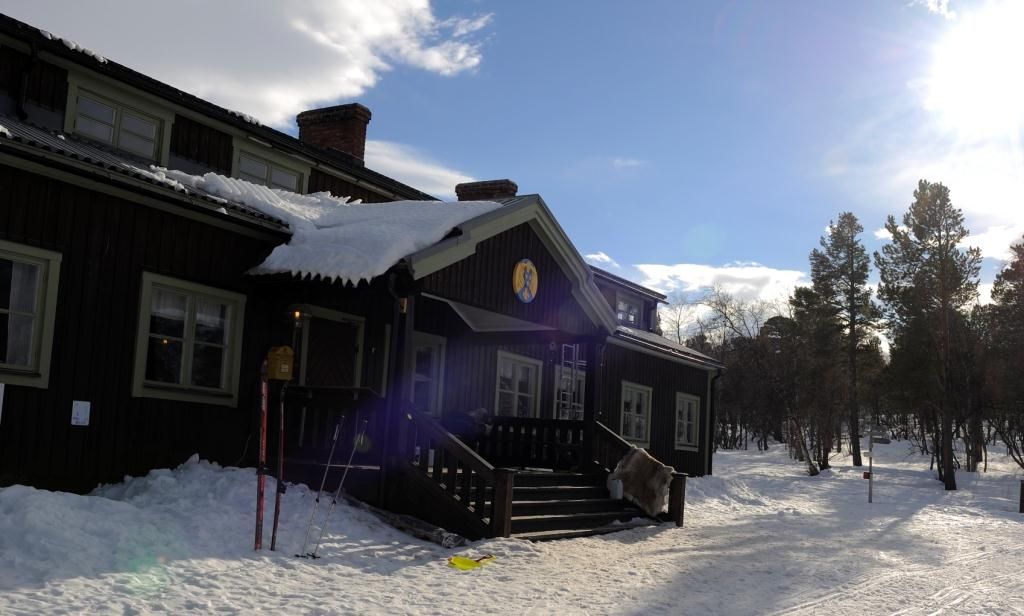
Saltoluokta turiststation i Lappland togs i bruk 1918, huvudbyggnaden.
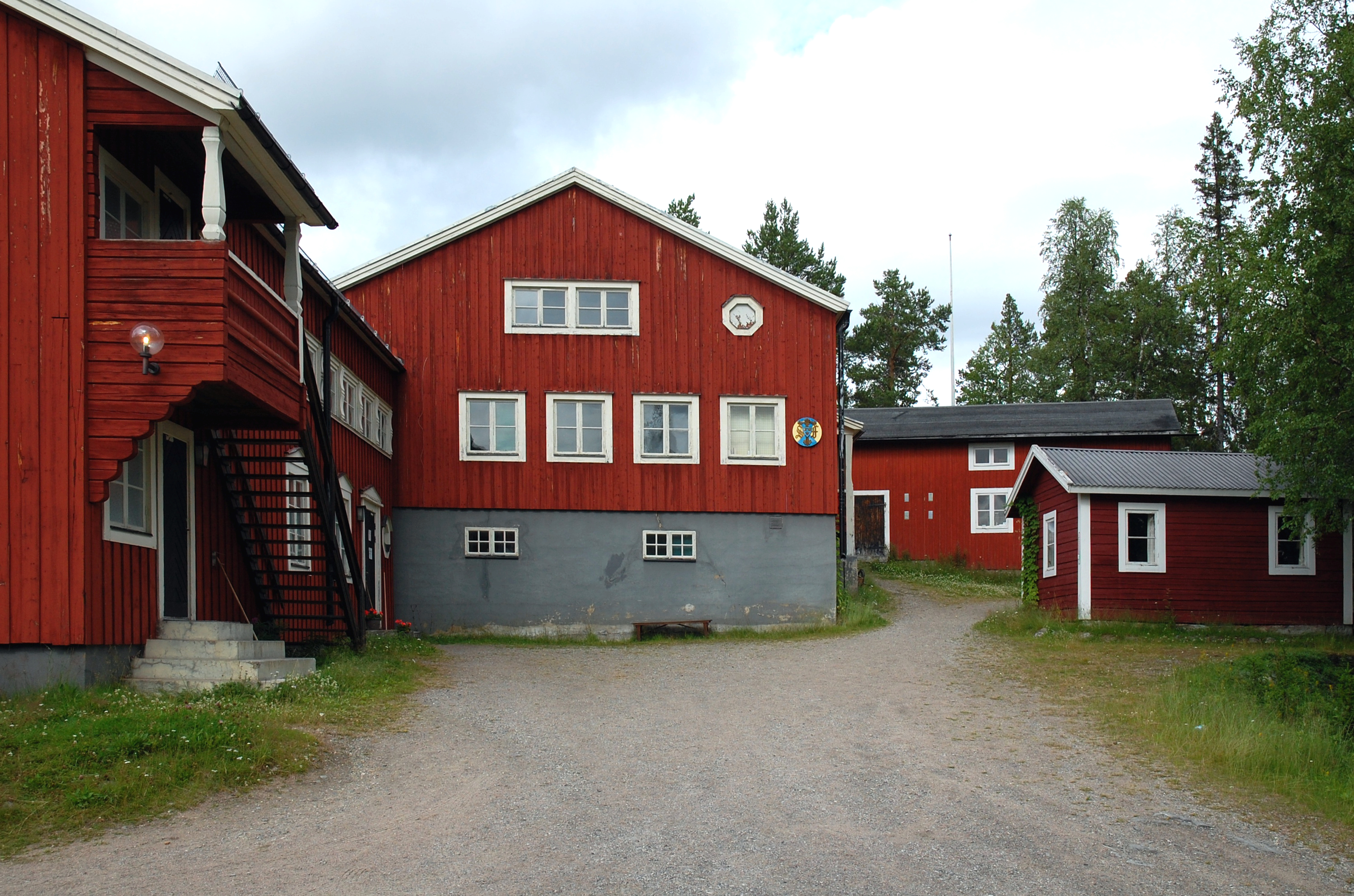
Kvikkjokk fjällstation i Sarekområdet i Lappland byggdes 1928.
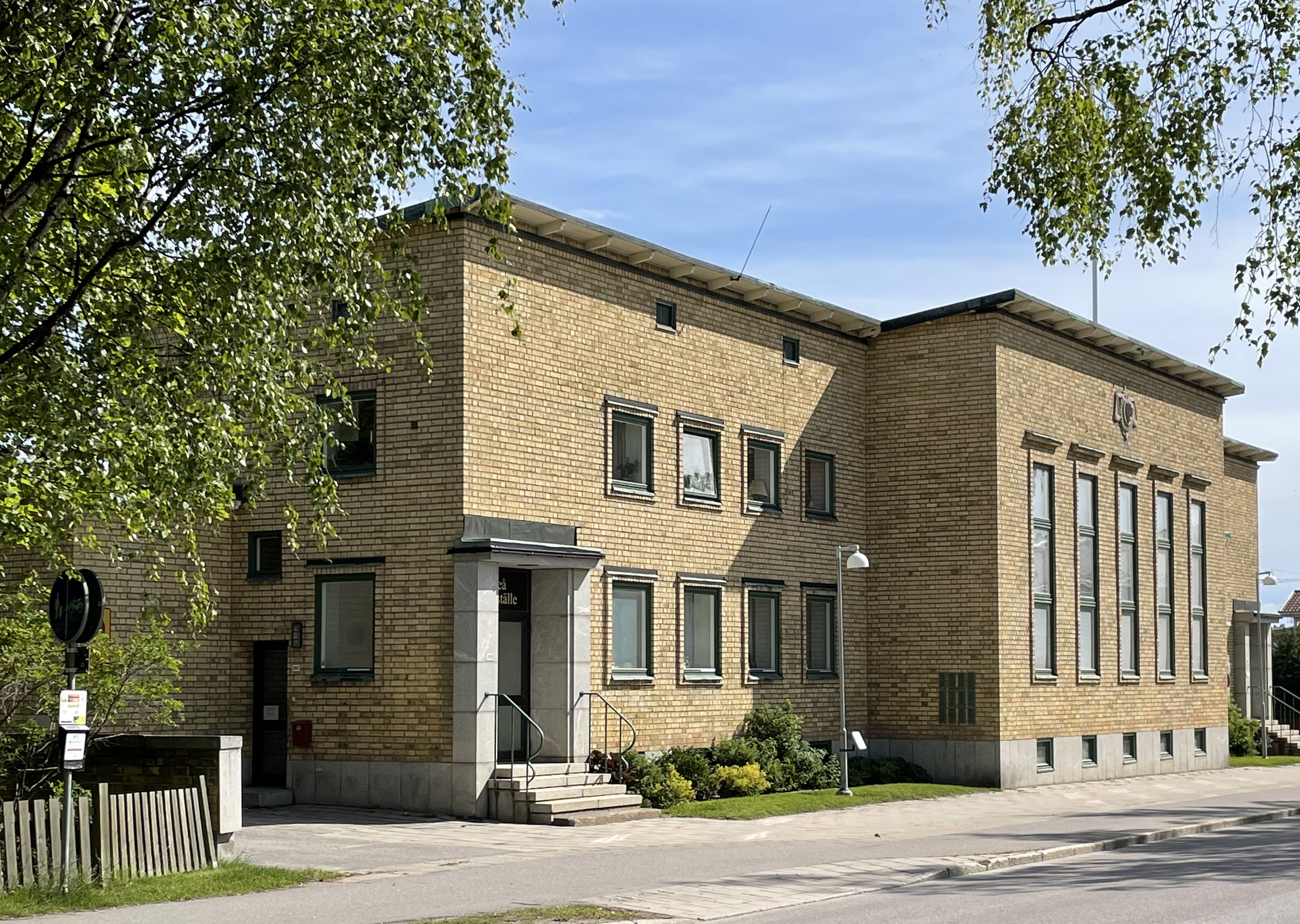
Tinghuset i Piteå